# Nasrudin Khan
Nasrudin Khan fou kan de Kokand (1875-1876), fill gran i successor de Muhammad Khudayar Khan.
A la fugida de Khudayar el rebels van proclamar kan al seu fill, que havia mostrat el seu desacord amb el seu pare dos anys enrere i el 1875 s'havia unit a la revolta. Els seus principals suports eren el aftobacha Abd al-Rahman, Mul·là Issa Avlia i Halik Nazar Parmanachi. El nou kan va enviar una carta conciliatòria al general Konstantin von Kaufman rebutjant els fets del seu pare i demanant la seva amistat. Rússia el va reconèixer amb la condició que el jove kan mantingués el compromisos del seu pare i compensés als ciutadans russos per les pèrdues en la darrera rebel·lió. Els russos tenien moltes esperances en que el príncep seria dèbil, ja que entre altres costums russes, li agradava en excés el vodka.
Mentre els oposats al domini rus van seguir revoltats sota la direcció de diversos caps; grups de kokandis es preparaven per una gihad contra els kafirs (els russos infidels) i van emetre una declaració en la que convidaven als russos a adoptar la fe musulmana o s'atenguessin a les conseqüències; les regions que havien estat del kanat i havien passat als russos sota administració directa (Khodjend i Kuraminsk) es van unir a la rebel·lió. Poc després es van iniciar incidents a la frontera i tres estacions de la carretera de Taixkent a Khodjend i la de Nan entre Khodjend i Samarcanda, foren atacades, cremades i saquejades i els funcionaris russos que hi operaven assassinats o segrestats; alguns viatgers van compartir la mateixa sort. Fins i tot Khodjend fou atacada i va restar un temps en perill; els elements favorables a la revolta estaven repartits per arreu fins i tot entre els propers al kan, que inicialment havia estat un revolucionari més, i si bé ara, per interès personal, es volia acostar als russos.
Kaufman va preparar una força per aplanar la revolta; el seu lloctinent, el general Golovachev, que havia netejat el districte de Kurama de saquejadors i els havia derrotat severament, i el coronel (després general) Mikhail Skobelev o Skobolev, que més tard fou famós, foren els principals caps. Ell mateix va acompanyar a l'expedició en persona; també hi anaven Jura Beg i Baba Beg, dos prínceps de Xahrisabz i de Farab que van ser molt útils. L'expedició va arribar a Khodjend el 31 d'agost de 1875 quan els atacants ja s'havien retirat; després de descansar un dia es van dirigir a Makhram, l'única posició fortificada entre la frontera i la ciutat de Kokand, on els rebels kokandis s'havien fet forts; la fortalesa fou capturada en menys d'una hora, després de trencar les seves portes de fusta; el contingent de rebels de l'exterior fou atacat i derrotat; la victòria fou completa i els russos només van tenir sis morts i vuit ferits mentre els rebels van patir mil cents morts sense comptar els que es van ofegar o van morir lluny del lloc, ni tampoc els ferits. Es van capturar 39 canons i altres trofeus. El districte fou annexionat a Rússia i una proclama va cridar al retorn als que havien fugit de les seves llars.
El 7 de setembre l'exèrcit rus va seguir avançant en direcció a Kokand. Issa Avlia va ser enviat pel kan amb disculpes pels atacs, fora del seu control, i protestes d'amistat. Però fou arrestat (per donar suport als rebels) i les seves declaracions no foren rebudes. L'avanç va continuar de manera triomfal. El kan va enviar una nova missió amb regals i amb els presoners capturats a Nau incloent la filla del metge Petrof que havia estat decapitat al lloc; els presoners havien estat rapats però en general havien estat ben tractats i les dones i nens havien viscut en cambres de l'harem del kan. Les forces russes van arribar a Kokand sense trobar resistència. El kan va anar a rebre a Kaufman. Les tropes van romandre acampades per algun temps abans de desfilar per la ciutat. El general va emetre una declaració convidant a totes les ciutats a rendir-se però no hi va haver cap reacció, i el aftobacha ja estava reunint una força considerable a Marghilan, i el mateix poble de Kokand no estava content de veure als russos allí. Un suposat parent de Khudayar, de nom Muhammad Pulad Beg, fou proclamat kan pels quirguisos.
El 17 de setembre Kaufam es va dirigir a Marghilan i el aftobacha va fugir amb els guerrers quiptxaqs que havia reunit que foren perseguits per Skobelev cap a Ush, que es van rendir com també ho va fer Andijan, Balikchi, Sharikhana, Assaki i altres, i un dels tres principals caps rebels, Halik Nazar, es va entregar.
Nasruddin fou convidat a anar a Marghilan per arranjar la pau (desembre de 1875). Es va signar l'anomenat tractat de Marghilan pel qual Nasrudin era reconegut kan, però el territori al nord del Sirdarià dependent de Namangan fou cedit a Rússia i es va haver de pagar una indemnització de tres milions de rubles o 410.000 lliures esterlines, a pagar en sis anys; es va dictar un perdó general del que foren exclosos tres dels caps rebels Issa Avlia, Zulfikar biy, i Muhammed Khan Tiura, que foren deportats a Sibèria.
Els russos es van retirar, però a la part oriental del kanat, el aftobacha i el kan rebel Pulad (i altres) i els seus seguidors continuaven la resistència i com els caps religiosos aixecaven a la població contra el kan, aquest va demanar ajut, i el general Kaufman va enviar (desembre de 1875) al general Trotzki, amb 14,000 homes i 8 canons, van marxar contra Andijan on sembla que el aftobacha havia reunit seixanta o setanta mil homes uzbeks, i els quirguisos dirigits per Pulad Khan eren quinze mil més; la ciutat es va defensar en barricades que foren superades per l'exèrcit rus i el bazar i altres edificis foren cremats; però després els russos es van retirar fora de la ciutat on van establir el campament i després cap a Namangan, cremant pel camí totes les poblacions el que suggereix una retirada forçada després d'un fracàs si no una derrota. Mentre es van conèixer a Kokand els termes del tractat de Marghilan, i la humiliació va provocar una reacció nacional (finals de desembre del 1875); la població de Kokand va fer fugir al kan i els partidaris de Pulad Khan i Abd al-Gafar, l'altra cap rebel, antic beg d'Ura Tepe, van ocupar la capital. Namangan es va revoltar i els quipxaqs hi van entrar, i va haver de ser bombardejada i destruïda pel general Skobelev. Fortes columnes dels anomenats rebels apareixien ara arreu del kanat. Skobelev els va derrotar en una batalla en camp obert i va ordenar assolar el districte entre el Narin i el Sirdarià, zona que ocupaven els quiptxaqs, aprofitant el gener en què els nòmades estaven tots als seus quarters d'hivern; seguint al nord del riu va destruir Patia, el principal establiment quipxaq, i a aquestos els va derrotar altre cop i ho va destruir tot fins a Sarkhaba. Llavors es va dirigir a Andijan a la que va comminar a rendir-se; com que va refusar, fou bombardejada de manera cruel infringint uns danys terribles a civils i militars. Va tornar a aconseguir la victòria a Assaki, el que va obligar a rendir-se a les regions de Shahrikhana i Marghilan; l'1 de febrer de 1876 el aftobacha, que havia estat l'ànima de la revolta, es va entregar, i es va rendir incondicionalment, junt amb Batir Tiura, Isfendiyar i altres caps.
La població de Kokand, veient els que el venia al damunt, va enviar una delegació a Khodjend, on estava Nasrudin, demanant el seu retorn, però quan tornava fou atacat per forces de Pulad Beg i el seu grup fou dispersat; el mateix kan Nasrudin va poder escapar per poc cap a Makhram. Però l'endemà Pulad Beg es refugiava a les muntanyes Alai prop de Ust Kurgan, ciutat que poc desdprés fou ocupada per forces russes que van capturar molts dels seus seguidors. Mentre Nasrudin va retornar a Kokand però ja els russos havien decidit annexionar el kanat i el general Skobelev fou enviat a ocupar la ciutat cosa que va fer el dia 19 de febrer de 1876 i el dia 20 els russos en tenien el control complet. El kan, el aftobacha, i altres personatges destacats, foren enviats presoners a Taixkent. El decret d'annexió fou signat pel tsar el 2 de març. Es va constituir la província de Fergana.
El darrer kan Nasrudin va poder finalment anar a viure tranquil, com en realitat volia, a Orenburg, amb una pensió.